# おひさまロケット
おひさまロケットは、松竹芸能に所属していたお笑いコンビ。

## メンバー
- 中村摂（なかむら せつ、1981年10月23日（43歳） - ）

長野県松本市出身、身長161cm、B75cm、W70cm、H90cm。血液型O型。
かつては、村田真理子とのコンビ「ふゆ〜す」（後に「タン☆バリ〜ン」と改名）のメンバーとして活動。
芸能人女子フットサルチーム『蹴竹G』に所属している。
その他、詳細は本人の項目を参照。
- 横溝美友紀（よこみぞ みゆき、1982年5月8日（42歳） - ）

神奈川県出身、身長160cm、B85cm、W63cm、H90cm。血液型AB型。
東京アナウンス学院芸能バラエティ科卒業。
書道は四段。
高校3年生の時に「全国高校生お笑いコンテスト」に友人とのコンビで出場し、優勝。これが本格的に芸人を目指すきっかけとなった。
かつては、鈴木千登世とのコンビ「Paradise18GO!!」で活動、2005年解散後ピン芸人時代を経て、荒牧功（現アラマテラピン）とのコンビ「あんじ」メンバーとして活動（2007年6月で解散）。
あんじ時代は、いち・もく・さんと代々木公園で『岸部4徳ストリートライブ』も行っていた。

## 来歴
2007年7月結成。それ以前に、コンビ4組の8人ユニット『ユレるじゅーたん』（ふゆ〜す、Paradise18GO!!、プラスワン（早戸裕、横山周一郎）、すくらんぶる（中村陽介、太田勝）で毎月一回、日曜日に代々木公園での路上ライブ、3か月に一回単独ライブを行っていたという関係も有り、当時「タン☆バリ〜ン」「あんじ」のお互いのコンビが解散したばかりの二人によって結成に至った。コンビ名の由来は横溝曰く「摂が太陽が好きで、自分は宇宙飛行士を目指していたから」とのことである。
2010年4月10日に長野県の康楽寺にて漫才ライブを行った。
2012年3月いっぱいで、横溝が松竹芸能を退社したため、おひさまロケットは活動休止となる。この後、中村は「なかむら摂」名義でピン芸人として活動。

## 芸風
横溝が中村に対し、ネタ振り、むちゃぶりなどをしていくという形が多く、それに応じて中村が大きな身振りをしたり、動き回ったりしながらの「ノリツッコミ漫才」などがあった。
この他、横溝が「人とオランウータンのコンビ」という前振りをして、中村がオランウータンの真似をしてノリツッコミをするということがある。かつては、ボケネタをした後で「･･･か～い!」「バカ～!」などと言い、倒れるなどのアクションを付けながら演じたこともあった。

## 出演

### テレビ
- ストリートファイターズ（テレビ朝日） - 『ユレるじゅーたん』として出演。横溝は『あんじ』時代でも出演したことがある。
- あらびき団（2008年6月18日、TBSテレビ）
- ロンドンハーツ（2008年8月19日、テレビ朝日） - 「女芸能人やっちまったな～私服コレクション」企画
- ゆうがたGet!（2008年10月9日- 2010年3月25日、テレビ信州） - 「エキチュウ」（JR長野駅前からの生中継レポートなど）の木曜日担当
- Goroプレゼンツ マイ・フェア・レディ（2009年5月6日、TBSテレビ） - 「やせてるのにダイエットしなきゃという女」の再現VTR出演（横溝のみ）
- スパイスTV どーも☆キニナル!（フジテレビ） - 再現VTR出演
- 久本のエーモン買うて!（2010年10月23日、日本テレビ）
- 24時間テレビ 「愛は地球を救う」（日本テレビ） - テレビ信州のローカルパート
- KONANの部屋[リンク切れ]（2011年5月30日、あっ!とおどろく放送局）（横溝のみ）

### ラジオ
- レコメン!（2007年6月28日、文化放送）（横溝のみ）
- 松本茜とおひさまロケットのゴゥゴゥガール（FM浦和）

なかむら摂#出演も参照。